# 独幕剧
独幕剧，戏剧作品的一种形式。全剧情节在一幕内完成。篇幅较短，情节单纯，结构紧凑，要求戏剧冲突迅速展开，迅速形成高潮，戛然而止。多数不分场，不换布景。 古希臘戲劇是其中一种。